# HA-966
HA-966または(±) 3-アミノ-1-ヒドロキシピロリジン-2-オンは、グリシン受容体、NMDA型グルタミン酸受容体アンタゴニスト/低効力パーシャルアゴニストとして研究試薬として用いられる分子である。動物モデルで、神経防護作用、抗てんかん作用、抗不安作用、抗[[侵害受容]]、鎮静/睡眠作用等を示す。1960年代始めに行われた初期臨床試験で、錐体外路に由来する震えの患者に効果があることが示された。
HA-966の2つのエナンチオマーは、異なる薬理活性を持つ。グリシン/NMDA受容体アンタゴニスト活性は、R-(+)エナンチオマーに固有である。一方、鎮静作用、運動失調は、S-(-)エナンチオマーに固有である。
R-(+)-HA-966は、生理食塩水からフェンサイクリジンを区別するよう訓練されている動物において、薬物に対する反応を誘導しなかった。これは、グリシン受容体リガンドのR-(+)-HA-966がNMDA受容体複合体のイオンチャネルに影響を与える薬物とかなり異なるプロファイルを持つことを示している。
S-(-)-HA-966は、「γ-ヒドロキシ酪酸様物質」、「γ-ブチロラクトン様鎮静薬」と言われることもあるが、GABAB受容体とのアフィニティは示さない。